# 布瓦亚尔堡垒

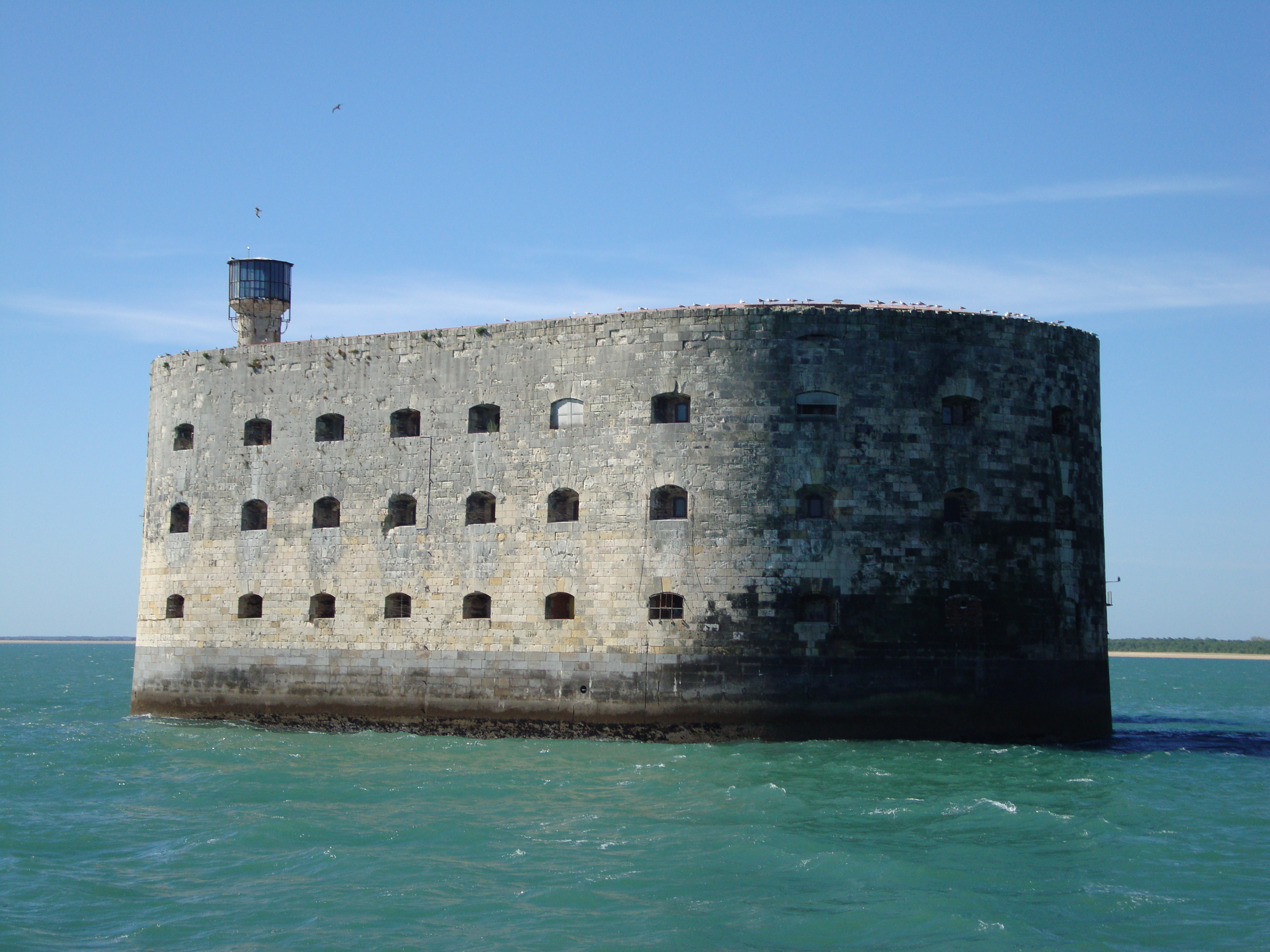

布瓦亚尔堡垒（法語：Fort Boyard，法語發音：[fɔʁ bwajaʁ]），又称博涯监狱，开始是法国抵御海上侵略的城堡，后来改造成了一座监狱。

## 历史
布瓦亚尔堡垒在它的建成之初时是被当作抵御入侵的防御堡垒来使用的。为了抵御来自英国长年不断的海上威胁，1804年，刚刚建立起法兰西第一帝国的帝国皇帝拿破仑一世下令在现属于滨海夏朗德省的位于大西洋中的艾克斯岛北部的海中建造一座可攻可守的坚固堡垒。这座巨大的工程历时半个多世纪，于1857年完工。这时，拿破仑所建立的第一帝国早已分崩离析。这个浩大的建筑工事完成了它一个半世纪的海防工作后被改造成了一座军事监狱，用来关押政治犯。1950年博涯监狱被归入历史建筑名册并被整修。
如果在天气好的时候在滨海夏朗德省的省会拉罗谢尔的海边漫步，可以用肉眼看见这座建在海中的堡垒。